# Aerografit
Aerografit – najlżejszy materiał na świecie opracowany przez uczonych z Uniwersytetu Technicznego Hamburg-Harburg oraz Uniwersytetu Christiana-Albrechta w Kilonii.
Gęstość aerografitu wynosi 0,2 mg/cm³. Zbudowany jest z siatki pustych w środku węglowych rurek, dzięki czemu może przenieść obciążenie 40 000 razy większe od swojej masy. Jest dobrym przewodnikiem prądu elektrycznego.